# Heinrich Weinel
Heinrich Weinel (Büdingen, 28 aprile 1874 – Jena, 29 settembre 1936) è stato un teologo tedesco.

## Biografia
Studiò presso le università di Berlino e Giessen, e nel 1900 diventò ispettore dei seminari evangelici-teologici a Bonn. Dal 1904 divenne professore associato presso l'Università di Jena, dove, in seguito, nel 1907 diventò professore ordinario di teologia, in particolare del Nuovo Testamento. A partire dal 1926 insegnò lezioni di teologia sistematica a Jena. Fu co-fondatore della Freien Volkskirche.
Durante la sua carriera, lavorò per popolarizzare il cristianesimo liberale. Nelle sue numerose opere, Weinel scrisse la storia del cristianesimo.

## Opere principali
- Mašaḥ und seine Derivate; linguistisch-archäologische Studie, 1898.
- Die Wirkungen des Geistes und die Geister im nachapostolischen Zeitalter bis auf Irenäus, 1899.
- Jesus im neunzehnten Jahrhundert, 1903; translated into English by Alban G. Widgery and published as "Jesus in the nineteenth century and after" (1914)
- Paulus: der Mensch und sein Werk : Die Anfänge des Christentums, der Kirche und des Dogmas, 1904; Tradotto in inglese da Rev. G. A. Bienemann e redatto da Rev. W. D. Morrison, e pubblicato come "St. Paul, the man and his work" (1906).
- Ibsen, Björnson, Nietzsche : Individualismus und Christentum, 1908 – Henrik Ibsen, Bjørnstjerne Bjørnson, Friedrich Nietzsche;
- Biblische Theologie des Neuen Testaments : die Religion Jesu und des Urchristentums, 1913.
- Die Gleichnisse Jesu. Zugleich eine Anleitung zu einem quellenmäßigen Verständnis der Evangelien, terza edizione (1910) – The parables of Jesus.[4]